# Pier Francesco Meglia
Pier Francesco Meglia (Santo Stefano al Mare, 3 november 1810 – Rome, 31 maart 1883) was een kardinaal van de Rooms-Katholieke Kerk.

## Biografie
Over het vroege leven van Pier Francesco is weinig bekend. Op 24 september 1836 werd hij tot priester gewijd, waarna hij aan de Sapienza Universiteit in Rome de studies burgerlijk en kerkelijk recht volgde en die hij in 1843 afsloot.
Door paus Pius IX werd Pier Francesco op 22 september 1864 gekozen tot titulair aartsbisschop van Damascus. Onder Pius IX en zijn opvolger Leo XIII was hij voornamelijk actief als diplomatiek vertegenwoordiger namens het Vaticaan in verschillende landen:
- Mexico: van 1 oktober 1864 tot 26 oktober 1866
- Beieren: van 26 oktober 1866 tot 10 juli 1874
- Frankrijk: van 10 juli 1874 tot aan zijn overlijden

Op 19 september 1879 werd Pier Francesco verheven tot kardinaal-priester, waarbij hem de titelkerk Santi Silvestro e Martino ai Monti werd toegewezen.
Pier Francesco Meglia overleed op 31 maart 1883.